# 리처드 바카리안

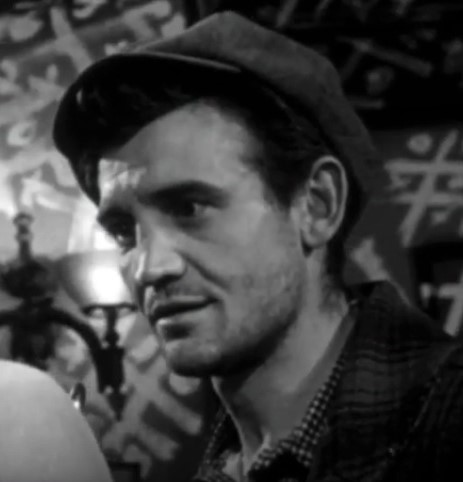

리처드 버칼리언(Richard Bakalyan, 1931년 1월 29일 ~ 2015년 2월 27일)은 미국의 배우, 성우이다.
워터타운에서 태어났다.

## 출연 작품
- 아트 스쿨 컨피덴셜 (2006년)
- 불협화음 (2001년)
- 맨 투 맨 (1984년)
- 럭키 댄싱 (1979, H.O.T.S.)
- 쉐기 D.A. (1976년)
- 세계에서 가장 힘센 남자 (1975년)
- 찰리와 천사 (1973년)
- 나우 유 씨 힘, 나우 유 돈 (1972년)
- 테니스 신발을 신은 컴퓨터 (1969년)
- 어 보이 콜드 누딘 (1967년)
- 발렌타인 데이의 대학살 (1967년)
- 폴로우 미, 보이즈! (1966년)
- 탈주 특급 (1965년)
- 시카고의 7인 (1964년)
- 전투 (1962년)
- 심부름 소년 (1961년)
- 업 페리스코프  (1959년)
- 핫 카 걸 (1958년)
- 디노 (1957년)
- 델리케이트 딜리퀀트 (1957년)
- 범죄자들 (1957년)

### 텔레비전
- 추격 (1960-63)
- 배트맨 (1966-68)
- 딜론 보안관 (1966-69)
- 매닉스 (1967-72)
- 디즈니랜드 (1967-78) - 찰리 역
- 코작 (1975)
- 119 구조대 (1975-77)
- 명탐정 바나비 존즈 (1977-78)
- 미녀 삼총사 (1978-81)